# New Politics (groupe)
New Politics est un groupe danois de rock, originaire de Copenhague. Il se forme en 2009. Il est actuellement constitué de David Boyd, Søren Hansen et Louis Vecchio,. La musique du groupe est décrite comme un mélange de « punk, pop, et rock dance influencé par la musique électronique ». Il a réalisé cinq albums : New Politics en 2010, A Bad Girl in Harlem en 2013, Vikings en 2015, Lost In Translation en 2017 et An Invitation to an Alternate Reality en 2019. Leurs titres les plus célèbres sont Yeah Yeah Yeah et Harlem.

## Formation

### Membres actuels
- David Boyd – chanteur principal, guitare, synthétiseur, programming (depuis 2009)
- Søren Hansen – guitare basse, guitare, chant, synthétiseur, programming (depuis 2009)
- Louis Vecchio – percussions, percussion, programming, deuxième voix (depuis 2010)

### Anciens membres
- Poul Amaliel – percussion, guitare basse, deuxième voix (2009–2010)

## Discographie
- New Politics (2010)
- A Bad Girl in Harlem (2013)
- Vikings (2015)
- Lost In Translation (2017)
- An Invitation to an Alternate Reality (2019)